# Kazenergy

Logo

Kazenergy  ist eine kasachische Assoziation von Energieunternehmen. Mitglieder der Vereinigung sind 50 Unternehmen aus der Öl- und Gasbranche sowie der Energiewirtschaft. Vorsitzender von Kazenergy ist Timur Askarowitsch Kulibajew.

## Organisation
Die Vereinigung wurde am 2. November 2005 gegründet. Die gemeinnützige Organisation hat eine dynamische und nachhaltige Entwicklung des Öl- und Gassektors und des Energiesektors in Kasachstan zum Ziel. Sie repräsentiert die Mitglieder und schützt deren Rechte gegenüber staatlichen Behörden. Die Koordination und Entwicklung von Projekten auf lokaler, regionaler und internationaler Ebene gehört auch zu den Zielen der Organisation.

## Mitglieder
Derzeit hat Kazenergy 50 Mitglieder:
| - KazMunayGas - KazMunayTeniz - KazTransGas - Intergas Central Asia - KazTransOil - KazMunayGas – refinery and marketing - KazakhTurkMunai - Kazakh Institute of Oil & Gas - KEGOC - Tengizchevroil - Lukoil Overseas Service Ltd. - Statoil North Caspian AS - Repsol Exploracion Kazakhstan S.A. - BG International Limited - Agip Karachaganak B.V. - Shell Kazakhstan Development B.V. - TOTAL E&P Kazakhstan - ConocoPhillips - NCOC (North Caspian Operating Company) - KazRosGas LLP - Public Fund „Munayshy“ - KMG-Energo JSC - Merkury JSC - PetroKazakhstan Kumkol Resources JSC | - Chevron Munaigas Inc. - Kazatomprom - KazStroyService - Samruk-energy - ARNAOIL LLP - Atyrau Oil Refinery LLP - ANACO LLP - Olympex Advisers - Karachaganak Petroleum Operating B.V. - Rompetrol - ExxonMobil Kazakhstan inc. - Kazmortransflot - PricewaterhouseCoopers Tax & Advisory LLP - Honeywell International - Schlumberger - KPMG - GDF Suez E&P Projects Kazakhstan B.V. - КазГерМунай - KazMunayGas Önimderi - Pavlodar Oil Chemistry Refinery - Каражанбасмунай - KazakhCarbon - Mangghystaumunaigas |  |